# Centros de salud federales (USA)
Un Centro de salud federalmente calificado (en inglés, Federally Qualified Health Center o FQHC) es un centro de salud público que ofrece servicios integrales de atención primaria y apoyo a poblaciones desatendidas en los Estados Unidos. Estos centros atienden a pacientes independientemente de su estatus migratorio, cobertura de seguro médico o capacidad de pago. Son un componente clave de la red de seguridad en atención primaria del país y tienen como objetivo reducir las barreras de acceso a la atención médica para personas de ingresos bajos o moderados y comunidades minoritarias.
La mayoría de los FQHC son centros de salud locales operados por organizaciones sin fines de lucro, aunque algunas agencias públicas, como los gobiernos municipales, también administran clínicas, representando el 7% del total de FQHC. Una característica definitoria de estos centros es la gobernanza por parte de los consumidores, que exige que al menos el 51% de los miembros de la junta directiva sean pacientes del centro.
Definidos por los estatutos de Medicare y Medicaid, los FQHC incluyen organizaciones que: i) reciben subvenciones conforme a la Sección 330 de la Ley del Servicio de Salud Pública (PHSA), ii) son clínicas que cumplen con los requisitos de certificación (conocidas como centros "similares" o look-alikes), y iii) son instalaciones ambulatorias operadas por organizaciones tribales o indígenas urbanas. Los servicios ofrecidos por los FQHC, según lo estipulado por Medicare, incluyen servicios de clínicas rurales (como los prestados por médicos, asistentes médicos, enfermeros practicantes, parteras, enfermeros visitantes, psicólogos clínicos, trabajadores sociales y otros servicios y suministros relacionados), capacitación para el manejo de la diabetes, terapia nutricional médica y servicios preventivos de atención primaria establecidos bajo la Sección 330 de la PHSA.

## Historia
Los centros de salud federalmente calificados (en inglés, Federally Qualified Health Centers, FQHC) fueron establecidos en 1965 como parte de la Guerra contra la pobreza del presidente Lyndon B. Johnson para mejorar el acceso a la atención médica en zonas de bajos ingresos y áreas médicamente desatendidas.
Durante los años 1980, los centros de salud locales enfrentaron dificultades para obtener reembolsos de Medicare y Medicaid, debido a tasas de pago estatales restrictivas y criterios de elegibilidad limitantes, lo que redujo sus recursos financieros. Un punto de inflexión se produjo al final de la década con la creación de la designación de centro de salud federalmente calificado, bajo una ley aprobada en 1987, la "Omnibus Budget Reconciliation Act."
Esta designación se introdujo en 1989 para Medicaid y en 1990 para Medicare, permitiendo que los centros financiados por la Administración de Recursos y Servicios de Salud (HRSA) recibieran reembolsos basados en los costos. Los servicios cubiertos incluían los prestados por médicos, asistentes médicos, enfermeros practicantes, parteras certificadas, psicólogos clínicos y trabajadores sociales clínicos. También se introdujo la figura de los centros "look-alikes", que cumplen con todos los requisitos de financiación de la HRSA bajo la Sección 330 de la Ley del Servicio de Salud Pública, pero no reciben financiación directa de la HRSA. Estos centros son elegibles para tasas de reembolso de FQHC y otros beneficios.
Los FQHC han demostrado éxito en ofrecer atención médica de alta calidad y rentable a poblaciones vulnerables, a pesar de los desafíos. En reconocimiento de esto, el Congreso autorizó permanentemente el programa. La Ley del Cuidado de Salud a Bajo Precio (en inglés: Affordable Care Act, abreviada ACA) expandió significativamente los FQHC al asignar 11 mil millones de dólares mediante el Fondo para Centros de Salud Comunitarios entre 2011 y 2015, apoyando la creación y expansión de sedes. Para 2014, el número de FQHC creció un 82,7 % hasta alcanzar los 6.376, con la mayoría de las nuevas sedes ubicadas en zonas urbanas. Un estudio de 2019 muestra que los nuevos mercados tenían menos probabilidades de atender zonas rurales o de alta pobreza que los anteriores.
Los FQHC han evolucionado hacia hogares médicos integrales que ofrecen atención centrada en la persona y abordan disparidades entre poblaciones de ingresos bajos/moderados y comunidades minoritarias. Las iniciativas federales, incluyendo la Iniciativa de Crecimiento de Centros de Salud en 2002, el Fondo de 11 mil millones de dólares bajo la Ley ACA de 2010, la Ley de Reinversión y Recuperación de Estados Unidos de 2009, y otras inversiones posteriores, han incrementado el número de sedes a más de 8.000, atendiendo a aproximadamente 1 de cada 13 estadounidenses.
Antes del establecimiento de los FQHC en los años 1980, factores estructurales como la segregación sostenida por el redlining contribuyeron a las desigualdades en el acceso a servicios médicos de calidad para comunidades históricamente excluidas.

## Modelo de atención y servicios
Los FQHC siguen una política de “puertas abiertas”, ofreciendo atención médica independientemente de la capacidad de pago de los pacientes, y atienden predominantemente a personas de bajos ingresos, sin seguro médico y beneficiarios de Medicaid. Según lo definido por los estatutos de Medicare y Medicaid, los FQHC incluyen organizaciones que reciben subvenciones conforme a la Sección 330 de la Ley del Servicio de Salud Pública, FQHC Look-Alikes (es decir, clínicas certificadas que cumplen con los requisitos de la Sección 330 pero sin financiación directa de la HRSA), y centros ambulatorios operados por organizaciones indígenas tribales o urbanas. Estos centros brindan una amplia gama de servicios, incluyendo atención de médicos, asistentes médicos, enfermeros practicantes, parteras certificadas, psicólogos clínicos, trabajadores sociales y otros profesionales de la salud. También ofrecen capacitación para el autocontrol de la diabetes, terapia nutricional médica y servicios preventivos de atención primaria estipulados por la Sección 330.
Los FQHC funcionan como proveedores esenciales de atención médica, ofreciendo servicios médicos, dentales y de salud conductual a personas independientemente de su estado de seguro o nivel de ingresos. También abordan barreras no financieras al acceso a la atención mediante servicios habilitadores, como apoyo habitacional, transporte y asistencia nutricional. Los FQHC deben cumplir con los estándares establecidos por la HRSA, que incluyen gobernanza, informes de calidad y criterios operativos, y garantizar la accesibilidad mediante un sistema de tarifas ajustadas en función de los ingresos de los pacientes.
La normativa federal determina parcialmente la ubicación de los FQHC, exigiendo que estén situados en regiones con poblaciones médicamente desatendidas. Según la HRSA, estas áreas se caracterizan por la escasez de proveedores de atención primaria, altas tasas de mortalidad infantil, elevados niveles de pobreza o una población anciana significativa. Sin embargo, muchas regiones con poblaciones médicamente desatendidas carecen de FQHC, probablemente debido a una inversión insuficiente por parte de los estados y los sistemas de salud para desarrollar redes de centros.
Los FQHC también son una vía clave para la incorporación de participantes subrepresentados en investigaciones biomédicas.

## Gobernanza y estructura organizativa
Una característica definitoria de los centros de salud federalmente calificados es su modelo de gobernanza basado en los consumidores, que exige que al menos el 51 % de los miembros de la junta directiva sean pacientes del propio centro. Según la HRSA, por sus siglas en inglés, que administra el programa FQHC:
«Dado que la intención es que los miembros consumidores del consejo aporten de manera sustantiva a la orientación estratégica y a la política del centro de salud, estos miembros deben utilizar el centro como su principal fuente de atención primaria... [Además,] la junta debe estar compuesta por personas con una amplia gama de habilidades y experiencia. Finanzas, asuntos legales, negocios, salud, atención administrada, servicios sociales, relaciones laborales y gobierno son algunos ejemplos de áreas de conocimiento necesarias para que la junta cumpla con sus responsabilidades» (Bureau of Primary Health Care 1998a: 22).
Esta estructura, inspirada en la ética de la democracia participativa del Movimiento por los Derechos Civiles y en un fuerte sentimiento de "antiprofesionalismo" enfocado en empoderar a los sectores empobrecidos, busca que los FQHC estén más alineados con las necesidades de la comunidad al amplificar las voces de los pacientes subrepresentados. El principio de gobernanza por parte de los consumidores se basa en la idea de que los representantes que comparten características clave con aquellos a quienes sirven (representación descriptiva) tienen mayor probabilidad de defender eficazmente sus intereses (representación sustantiva).
Sin embargo, su implementación se ha visto afectada por desafíos como las disparidades socioeconómicas entre los miembros del consejo y la falta de conocimientos técnicos necesarios para una gobernanza eficaz. Un estudio de 2012 indicó que, si bien muchos miembros del consejo son pacientes de FQHC, una proporción significativa no reflejaba el perfil socioeconómico típico de los usuarios de estos centros. A pesar de ello, los FQHC han logrado cierto grado de representación descriptiva, con aproximadamente un 20–25 % de los miembros de las juntas representando fielmente a la población atendida.
Una mejora en los sistemas de intercambio de información y en el uso compartido de historiales médicos electrónicos podría fortalecer estos esfuerzos. Los niveles de integración varían según el tamaño del centro y la competitividad del mercado; una mayor actividad de integración se asocia con una mejor comunicación durante y después de hospitalizaciones y visitas a emergencias. Nuevos modelos de pago podrían ofrecer incentivos adicionales para reforzar la coordinación de atención entre centros de salud y hospitales.

## Financiamiento y sostenibilidad
El gobierno federal es el principal financiador de los FQHC, proporcionando reembolsos a través de Medicaid y Medicare por servicios integrales de atención primaria. Los FQHC reciben reembolsos de Medicare bajo un sistema basado en costos, sujeto a un tope de pago por visita y estándares de productividad. Los pagos se realizan a una tarifa global por visita, excepto para ciertas vacunas, que se reembolsan según su costo. Las tarifas finales de pago se calculan dividiendo los costos permitidos totales entre el número total de visitas, con un límite anual ajustado por el Índice Económico de Medicare (IEM) y diferenciado entre centros urbanos y rurales.
Aunque la mayoría de los FQHC son operados por organizaciones sin fines de lucro, agencias públicas como gobiernos municipales también administran clínicas. Las subvenciones federales a centros de salud gestionados por entidades públicas están limitadas al 5 % según la Sección 330 de la Ley del Servicio de Salud Pública de los Estados Unidos (a partir de 2022), aunque no está claro el motivo de esta restricción. Los FQHC públicos representan el 7 % del total y atienden a 1,8 millones de pacientes, recibiendo el 5 % de las subvenciones federales. Estas entidades incluyen departamentos de salud locales, gobiernos municipales o de condado, sistemas hospitalarios públicos y universidades. Los FQHC públicos y privados atienden a un número similar de pacientes y tienen proporciones comparables de minorías étnicas/raciales y personas por debajo del umbral federal de pobreza, aunque los centros públicos tienden a atender a una mayor proporción de pacientes sin seguro, menos pacientes de Medicare y un número ligeramente menor de personas con diabetes e hipertensión.
Medicaid constituye la principal fuente de ingresos para los FQHC, aunque Medicare también ofrece incentivos financieros, como tarifas más altas por visita en comparación con proveedores que no son FQHC, lo que hace que la designación sea atractiva. Con el envejecimiento de la población estadounidense, se espera que los FQHC desempeñen un papel creciente en la atención de beneficiarios mayores, especialmente aquellos con enfermedades crónicas. Entre 2005 y 2014, el número de pacientes de FQHC de entre 55 y 64 años y de entre 65 y 74 años aumentó un 132 % y un 92 %, respectivamente.
Para obtener la certificación como FQHC, los centros de salud deben postularse a subvenciones del Programa de Centros de Salud de la HRSA. Los centros certificados suelen operar múltiples sedes de atención. Los datos sobre la expansión de los FQHC se organizan generalmente por entidad beneficiaria, y no por sede específica, lo que limita el conocimiento sobre la distribución de los puntos de atención.
Miles de millones de dólares federales han sido asignados a través del Fondo para Centros de Salud Comunitarios de la Ley ACA y el Plan de Rescate Estadounidense (American Rescue Plan
) para establecer, ampliar y sostener los FQHC en todo el país.

## Programas financiados
Los programas de salud financiados incluyen:
- Los centros de salud comunitarios que prestan servicios en diversas áreas médicamente desatendidas.

- Los centros de salud para migrantes que ofrecen atención médica preventiva primaria y culturalmente competente a trabajadores agrícolas migrantes y temporales.[14]

- Los programas de atención médica para personas sin hogar, que atienden a personas y familias sin vivienda, ofreciendo atención primaria, preventiva y servicios para el tratamiento de adicciones.[14]

- Los programas de atención primaria para viviendas públicas, que sirven a residentes de viviendas públicas y están ubicados en o cerca de las comunidades a las que atienden.[14]

## Cobertura geográfica y demográfica
En todo Estados Unidos, los FQHC están estratégicamente ubicados en zonas de alta pobreza y/o áreas médicamente desatendidas, y a menudo funcionan como la única fuente de atención médica en las comunidades que apoyan. Brindan servicios a aproximadamente 30 millones de personas al año en todo el país. En 2019, más del 91 % de los pacientes reportaron ingresos por debajo del 200 % del nivel federal de pobreza (es decir, $27,180 para una persona y $55,500 para una familia de cuatro). Además, el 48 % estaba inscrito en Medicaid y el 23 % no contaba con seguro médico.
Según un estudio de 2018, aunque la mayoría de los pacientes atendidos anualmente por los FQHC son personas de bajos ingresos, el número de beneficiarios de Medicare con ingresos bajos o moderados que reciben atención de FQHC se ha más que duplicado desde 1996 y representa aproximadamente 1.5 millones de personas.
Muchos FQHC están estratégicamente ubicados en áreas rurales o en zonas con desventajas socioeconómicas persistentes, como vecindarios históricamente afectados por el redlining. Se sitúan principalmente en lugares con acceso limitado a servicios de salud y con altas tasas de enfermedades crónicas como la diabetes, la hipertensión y la obesidad. El 63 % de los pacientes de FQHC pertenecen a grupos raciales o étnicos minoritarios, con un 37 % que se identifica como hispano/latino y un 22 % como afroestadounidenses.
En Puerto Rico, los FQHC operan una red de 20 centros locales distribuidos en más de 90 ubicaciones, prestando servicios a más de 350,000 personas, lo que representa más del 10 % de la población de la isla.

## Retos y dificultades
Los FQHC enfrentan desafíos como altas cargas de pacientes, recursos limitados y un enfoque predominante en la atención aguda. Atender a personas indocumentadas y minorías sin seguro médico, que representan una parte significativa de su base de pacientes y están excluidas de muchas reformas del sistema de salud, agrava aún más su capacidad operativa.
La ausencia de servicios especializados in situ, como pruebas de Papanicolaou, mamografías o derivaciones para colonoscopías, genera barreras adicionales, especialmente para los pacientes hispanohablantes. Contar con personal que hable español, materiales educativos accesibles y servicios médicos en el lugar ayuda a superar las dificultades de comunicación y a mejorar el acceso a la atención. Los incentivos federales se enfocan principalmente en tratamientos agudos, dejando un respaldo limitado para servicios preventivos como las pruebas de detección. Sin embargo, la Ley de Protección al Paciente y Cuidado de Salud Asequible ha comenzado a cambiar estos incentivos hacia la atención preventiva, exigiendo a las clínicas reportar sus resultados mediante sistemas estandarizados.
La expansión de los FQHC ha resultado en un aumento de la demanda de servicios. Sin embargo, los patrones geográficos de expansión, según un estudio de 2019, indican que dicha expansión puede no ser óptima para dirigir estos recursos cruciales de atención primaria a las poblaciones con mayores desventajas económicas. La vigencia desactualizada de las designaciones de “zona desatendida” y un proceso burocrático complejo para obtener certificación y financiación mediante subvenciones federales son factores clave que pueden obstaculizar la expansión de los FQHC a nuevas áreas.

## Calidad de la atención
Los FQHC, a menudo los únicos proveedores de atención primaria en comunidades vulnerables, ofrecen sistemáticamente atención de alta calidad que se traduce en mejores resultados de salud. Han sido fundamentales para ampliar el acceso a los servicios médicos en zonas rurales y médicamente desatendidas, así como entre grupos de bajos ingresos y minorías raciales y étnicas. Los FQHC desempeñan un papel clave en la reducción de las desigualdades en salud y en la mejora de los resultados mediante la prevención y el manejo de enfermedades crónicas. Han demostrado reducir visitas a salas de urgencias y hospitalizaciones, además de mejorar la salud comunitaria en general.
Los FQHC son especialmente eficaces en el tratamiento de condiciones sensibles al cuidado ambulatorio y en la prestación de atención preventiva, lo que da lugar a menos visitas a urgencias y hospitalizaciones entre sus pacientes.

### Pandemia de COVID-19
Un estudio de 2022 encontró que una mayor penetración de servicios FQHC se asoció con menores tasas de mortalidad por COVID-19 en las principales ciudades de Estados Unidos.

### Trastorno por consumo de opioides
Los FQHC han aumentado su enfoque en la crisis de sobredosis y en el tratamiento del trastorno por consumo de opioides, que afecta desproporcionadamente a su población de pacientes. Cerca del 20 % de los adultos con la condición no tienen seguro médico, y el 60 % tiene bajos ingresos, coincidiendo con los grupos a los que sirven los FQHC. La financiación federal ha apoyado los esfuerzos para ampliar el tratamiento de trastornos por consumo de sustancia, incluyendo la terapia con agonistas opioides, considerada la más eficaz.

## Centros por ubicación
| Datos clave por estado – Centros de salud financiados federalmente, 2021 | Datos clave por estado – Centros de salud financiados federalmente, 2021 | Datos clave por estado – Centros de salud financiados federalmente, 2021 | Datos clave por estado – Centros de salud financiados federalmente, 2021 | Datos clave por estado – Centros de salud financiados federalmente, 2021 | Datos clave por estado – Centros de salud financiados federalmente, 2021 | Datos clave por estado – Centros de salud financiados federalmente, 2021 | Datos clave por estado – Centros de salud financiados federalmente, 2021 | Datos clave por estado – Centros de salud financiados federalmente, 2021 |
| Estado                                                                   | Entidades beneficiarias                                                  | Sedes                                                                    | Total de pacientes                                                       | Empleados (tiempo completo)                                              | Consultas totales                                                        | % sin seguro                                                             | % Medicaid                                                               | % Medicare                                                               |
| ------------------------------------------------------------------------ | ------------------------------------------------------------------------ | ------------------------------------------------------------------------ | ------------------------------------------------------------------------ | ------------------------------------------------------------------------ | ------------------------------------------------------------------------ | ------------------------------------------------------------------------ | ------------------------------------------------------------------------ | ------------------------------------------------------------------------ |
| Alabama                                                                  | 17                                                                       | 173                                                                      | 299.255                                                                  | 2.219                                                                    | 923.887                                                                  | 38%                                                                      | 29%                                                                      | 11%                                                                      |
| Alaska                                                                   | 27                                                                       | 201                                                                      | 105.243                                                                  | 2.627                                                                    | 545.111                                                                  | 18%                                                                      | 35%                                                                      | 13%                                                                      |
| Arkansas                                                                 | 23                                                                       | 206                                                                      | 739.833                                                                  | 7.205                                                                    | 3.134.715                                                                | 16%                                                                      | 47%                                                                      | 12%                                                                      |
| Arizona                                                                  | 12                                                                       | 162                                                                      | 271.089                                                                  | 2.225                                                                    | 975.769                                                                  | 19%                                                                      | 34%                                                                      | 15%                                                                      |
| California                                                               | 175                                                                      | 2.017                                                                    | 5.162.835                                                                | 47.484                                                                   | 24.436.648                                                               | 19%                                                                      | 63%                                                                      | 7%                                                                       |
| Colorado                                                                 | 19                                                                       | 235                                                                      | 641.375                                                                  | 5.842                                                                    | 2.632.717                                                                | 22%                                                                      | 48%                                                                      | 9%                                                                       |
| Connecticut                                                              | 16                                                                       | 352                                                                      | 374.929                                                                  | 4.020                                                                    | 2.061.833                                                                | 18%                                                                      | 59%                                                                      | 7%                                                                       |
| Delaware                                                                 | 3                                                                        | 15                                                                       | 41.323                                                                   | 379                                                                      | 149.036                                                                  | 31%                                                                      | 34%                                                                      | 9%                                                                       |
| Distrito de Columbia                                                     | 8                                                                        | 73                                                                       | 187.985                                                                  | 2.104                                                                    | 906.042                                                                  | 16%                                                                      | 53%                                                                      | 6%                                                                       |
| Estados Federados de Micronesia                                          | 4                                                                        | 14                                                                       | 27.360                                                                   | 128                                                                      | 63.330                                                                   | 68%                                                                      | 0%                                                                       | 0%                                                                       |
| Florida                                                                  | 47                                                                       | 642                                                                      | 1.555.217                                                                | 11.563                                                                   | 5.435.433                                                                | 32%                                                                      | 38%                                                                      | 8%                                                                       |
| Georgia                                                                  | 35                                                                       | 323                                                                      | 624.774                                                                  | 3.799                                                                    | 1.899.670                                                                | 31%                                                                      | 25%                                                                      | 12%                                                                      |
| Hawái                                                                    | 14                                                                       | 83                                                                       | 145.393                                                                  | 1.984                                                                    | 656.338                                                                  | 12%                                                                      | 55%                                                                      | 11%                                                                      |
| Idaho                                                                    | 14                                                                       | 146                                                                      | 197.688                                                                  | 2.244                                                                    | 854.064                                                                  | 23%                                                                      | 34%                                                                      | 15%                                                                      |
| Illinois                                                                 | 45                                                                       | 456                                                                      | 1.407.196                                                                | 9.527                                                                    | 5.004.736                                                                | 23%                                                                      | 52%                                                                      | 7%                                                                       |
| Indiana                                                                  | 27                                                                       | 245                                                                      | 516.775                                                                  | 4.174                                                                    | 1.848.377                                                                | 16%                                                                      | 55%                                                                      | 8%                                                                       |
| Iowa                                                                     | 14                                                                       | 88                                                                       | 240.342                                                                  | 1.954                                                                    | 788.911                                                                  | 19%                                                                      | 44%                                                                      | 8%                                                                       |
| Kansas                                                                   | 19                                                                       | 123                                                                      | 255.544                                                                  | 2.050                                                                    | 794.132                                                                  | 29%                                                                      | 29%                                                                      | 11%                                                                      |
| Kentucky                                                                 | 25                                                                       | 430                                                                      | 551.951                                                                  | 3.969                                                                    | 2.037.209                                                                | 12%                                                                      | 43%                                                                      | 14%                                                                      |
| Louisiana                                                                | 36                                                                       | 361                                                                      | 440.014                                                                  | 3.677                                                                    | 1.621.244                                                                | 15%                                                                      | 57%                                                                      | 10%                                                                      |
| Maine                                                                    | 18                                                                       | 166                                                                      | 181.532                                                                  | 1.951                                                                    | 805.516                                                                  | 13%                                                                      | 26%                                                                      | 24%                                                                      |
| Maryland                                                                 | 17                                                                       | 136                                                                      | 310.137                                                                  | 2.983                                                                    | 1.337.135                                                                | 17%                                                                      | 48%                                                                      | 11%                                                                      |
| Massachusetts                                                            | 37                                                                       | 262                                                                      | 760.643                                                                  | 9.396                                                                    | 3.676.749                                                                | 14%                                                                      | 44%                                                                      | 12%                                                                      |
| Michigan                                                                 | 39                                                                       | 371                                                                      | 623.340                                                                  | 5.791                                                                    | 2.290.435                                                                | 12%                                                                      | 50%                                                                      | 15%                                                                      |
| Minnesota                                                                | 16                                                                       | 96                                                                       | 157.798                                                                  | 1.659                                                                    | 548.455                                                                  | 28%                                                                      | 40%                                                                      | 10%                                                                      |
| Mississippi                                                              | 20                                                                       | 245                                                                      | 303.389                                                                  | 2.057                                                                    | 907.472                                                                  | 36%                                                                      | 24%                                                                      | 14%                                                                      |
| Missouri                                                                 | 28                                                                       | 335                                                                      | 578.287                                                                  | 5.242                                                                    | 2.101.528                                                                | 26%                                                                      | 41%                                                                      | 9%                                                                       |
| Montana                                                                  | 14                                                                       | 103                                                                      | 107.849                                                                  | 1.269                                                                    | 427.161                                                                  | 19%                                                                      | 34%                                                                      | 18%                                                                      |
| Nebraska                                                                 | 7                                                                        | 72                                                                       | 107.701                                                                  | 1.045                                                                    | 336.743                                                                  | 45%                                                                      | 27%                                                                      | 4%                                                                       |
| Nevada                                                                   | 8                                                                        | 52                                                                       | 103.379                                                                  | 1.027                                                                    | 361.823                                                                  | 29%                                                                      | 41%                                                                      | 8%                                                                       |
| Nuevo Hampshire                                                          | 10                                                                       | 54                                                                       | 89.070                                                                   | 1.033                                                                    | 388.064                                                                  | 13%                                                                      | 33%                                                                      | 19%                                                                      |
| Nueva Jersey                                                             | 23                                                                       | 136                                                                      | 530.141                                                                  | 3.102                                                                    | 1.773.270                                                                | 28%                                                                      | 51%                                                                      | 5%                                                                       |
| Nuevo México                                                             | 16                                                                       | 230                                                                      | 297.434                                                                  | 3.407                                                                    | 1.530.806                                                                | 20%                                                                      | 42%                                                                      | 16%                                                                      |
| Nueva York                                                               | 63                                                                       | 827                                                                      | 2.064.072                                                                | 19.070                                                                   | 9.189.336                                                                | 13%                                                                      | 51%                                                                      | 11%                                                                      |
| Carolina del Norte                                                       | 39                                                                       | 356                                                                      | 664.693                                                                  | 4.897                                                                    | 2.077.380                                                                | 40%                                                                      | 20%                                                                      | 13%                                                                      |
| Dakota del Norte                                                         | 4                                                                        | 23                                                                       | 32.613                                                                   | 343                                                                      | 118.214                                                                  | 26%                                                                      | 30%                                                                      | 13%                                                                      |
| Ohio                                                                     | 51                                                                       | 388                                                                      | 793.469                                                                  | 6.630                                                                    | 3.272.826                                                                | 14%                                                                      | 50%                                                                      | 13%                                                                      |
| Oklahoma                                                                 | 21                                                                       | 127                                                                      | 273.250                                                                  | 2.262                                                                    | 926.490                                                                  | 28%                                                                      | 32%                                                                      | 13%                                                                      |
| Oregón                                                                   | 30                                                                       | 254                                                                      | 355.353                                                                  | 5.619                                                                    | 1.615.365                                                                | 20%                                                                      | 53%                                                                      | 13%                                                                      |
| Pensilvania                                                              | 42                                                                       | 356                                                                      | 772.290                                                                  | 5.785                                                                    | 2.812.979                                                                | 15%                                                                      | 45%                                                                      | 14%                                                                      |
| Puerto Rico                                                              | 22                                                                       | 125                                                                      | 377.472                                                                  | 4.194                                                                    | 1.499.877                                                                | 12%                                                                      | 63%                                                                      | 12%                                                                      |
| Rhode Island                                                             | 8                                                                        | 57                                                                       | 179.301                                                                  | 1.811                                                                    | 814.334                                                                  | 11%                                                                      | 53%                                                                      | 11%                                                                      |
| Carolina del Sur                                                         | 23                                                                       | 226                                                                      | 423.504                                                                  | 4.118                                                                    | 1.658.177                                                                | 28%                                                                      | 30%                                                                      | 17%                                                                      |
| Dakota del Sur                                                           | 4                                                                        | 44                                                                       | 80.455                                                                   | 639                                                                      | 231.154                                                                  | 21%                                                                      | 21%                                                                      | 15%                                                                      |
| Tennessee                                                                | 29                                                                       | 229                                                                      | 415.720                                                                  | 3.148                                                                    | 1.501.605                                                                | 31%                                                                      | 30%                                                                      | 14%                                                                      |
| Texas                                                                    | 72                                                                       | 605                                                                      | 1.612.141                                                                | 13.193                                                                   | 5.657.924                                                                | 39%                                                                      | 30%                                                                      | 7%                                                                       |
| Utah                                                                     | 13                                                                       | 57                                                                       | 155.265                                                                  | 1.367                                                                    | 509.588                                                                  | 48%                                                                      | 19%                                                                      | 7%                                                                       |
| Vermont                                                                  | 11                                                                       | 84                                                                       | 171.308                                                                  | 1.460                                                                    | 664.928                                                                  | 7%                                                                       | 28%                                                                      | 24%                                                                      |
| Virginia                                                                 | 26                                                                       | 185                                                                      | 361.647                                                                  | 3.196                                                                    | 1.245.886                                                                | 25%                                                                      | 34%                                                                      | 16%                                                                      |
| Washington                                                               | 27                                                                       | 379                                                                      | 1.106.620                                                                | 10.954                                                                   | 4.201.980                                                                | 17%                                                                      | 54%                                                                      | 10%                                                                      |
| Virginia Occidental                                                      | 28                                                                       | 383                                                                      | 456.500                                                                  | 3.774                                                                    | 1.666.198                                                                | 10%                                                                      | 33%                                                                      | 19%                                                                      |
| Wisconsin                                                                | 16                                                                       | 197                                                                      | 266.448                                                                  | 2.518                                                                    | 1.013.447                                                                | 18%                                                                      | 55%                                                                      | 10%                                                                      |
| Wyoming                                                                  | 6                                                                        | 19                                                                       | 31.995                                                                   | 291                                                                      | 100.442                                                                  | 28%                                                                      | 18%                                                                      | 16%                                                                      |
| Estados Unidos                                                           | 1.375                                                                    | 13.555                                                                   | 28.590.897                                                               | 255.012                                                                  | 114.209.600                                                              | 22%                                                                      | 47%                                                                      | 10%                                                                      |